# Epipagis cistrosticalis
Epipagis cistrosticalis là một loài bướm đêm trong họ Crambidae.